# 涅曼區

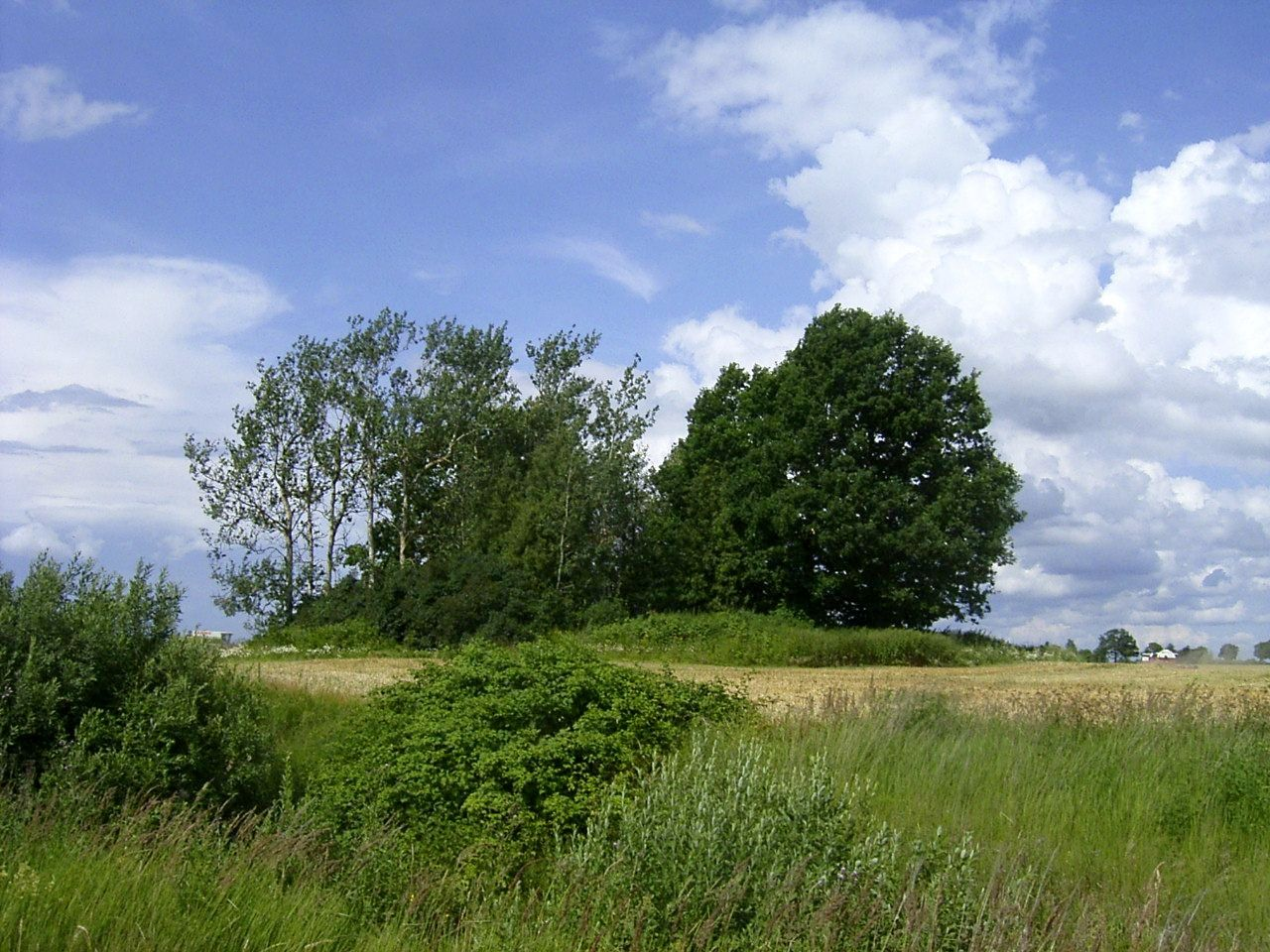

54°02′N 22°02′E / 54.033°N 22.033°E
涅曼區（俄语：Неманский район），是俄羅斯的一個區，位於該國西北部，由加里寧格勒州負責管轄，面積699.3平方公里，2010年人口20,132，人口密度每平方公里28.79人。